# Barnabás Peák
Barnabás Peák, né le 29 novembre 1998 à Budapest, est un coureur cycliste hongrois.

## Biographie
En 2016, Barnabás Peák devient double champion de Hongrie, chez les juniors. En UCI Coupe des Nations Juniors, il remporte le classement de meilleur grimpeur du Grand Prix Général Patton. Mi-août, il participe aux championnats d'Europe de Plumelec, où il se classe septième du contre-la-montre, puis huitième de l'épreuve en ligne.
Il rejoint l'équipe du Centre mondial du cyclisme en 2017. Avec cette structure, il se révèle en France en s'imposant sur la première étape du Tour de la Mirabelle après une attaque dans le dernier kilomètre. Fin avril, il remporte sa première course UCI, la Belgrade-Banja Luka I. En Suisse, il termine troisième de l'Enfer du Chablais et gagne un contre-la-montre individuel, disputé autour de Thoune.
En juin 2018, il est à 19 ans champion de Hongrie du contre-la-montre. En août, il devient stagiaire pour l'équipe World Tour Quick-Step Floors.

### SEG Racing
Convaincue par sa victoire d'étape sur le Tour de la Bidassoa (épreuve espoirs non-UCI) accompagnée d'une 3e place au classement général ainsi que par sa 9e place sur le Tour du Piémont, la SEG Racing Academy annonce le 22 octobre 2018 sa venue pour la saison 2019. Il y retrouve notamment son ami Ide Schelling. Pour sa première course UCI sous son nouveau maillot, il termine 16e du Tour de Drenthe. Il se distingue de fort belle manière lors de la cinquième étape du Tour de Normandie, membre de l'échappée du jour, il s'isole à 15 kilomètres de l'arrivée, résistant au retour du peloton et s'imposant en solitaire.

## Palmarès et résultats

### Par année
- 2015
  - 2e du championnat de Hongrie de la montagne juniors
  - 3e du championnat de Hongrie de cyclo-cross juniors
- 2016
  -  Champion de Hongrie sur route juniors
  -  Champion de Hongrie du contre-la-montre juniors
  -  Champion de Hongrie de la montagne juniors
  - 4e étape du Tour de Pécs
  - 7e du championnat d'Europe du contre-la-montre juniors
  - 8e du championnat d'Europe sur route juniors
- 2017
  -  Champion de Hongrie sur route espoirs
  -  Champion de Hongrie du contre-la-montre espoirs
  - 1re étape du Tour de la Mirabelle
  - Belgrade-Banja Luka I
  - Kínok Kínja
  - 2e du championnat de Hongrie du contre-la-montre
  - 2e du Tour de Hongrie
  - 3e de l'Enfer du Chablais
- 2018
  -  Champion de Hongrie sur route
  -  Champion de Hongrie du contre-la-montre
  - 2e étape du Tour de la Bidassoa
  - 3e du Tour de la Bidassoa
  - 3e du championnat de Hongrie sur route
- 2019
  - 5e étape du Tour de Normandie
  - 2e du championnat de Hongrie sur route espoirs
  - 2e du championnat de Hongrie sur route
  - 3e du championnat de Hongrie du contre-la-montre
- 2020
  -  Champion de Hongrie du contre-la-montre
- 2022
  - 2e du Tour de Drenthe
  - 2e du championnat de Hongrie du contre-la-montre
  - 3e du championnat de Hongrie sur route
  - 3e du Visegrad 4 Bicycle Race - GP Hungary
- 2024
  -  Champion de Hongrie du contre-la-montre
  - 2e du Visegrad 4 Bicycle Race-GP Czech Republic
  - 3e du Visegrad 4 Bicycle Race-GP Slovakia
- 2025
  - RBB Tour :
    - Classement général
    - 3e étape

  - 3e du championnat de Hongrie du contre-la-montre

### Résultats sur les grands tours

#### Tour d'Italie
1 participation
- 2022 : 110e

### Classements mondiaux
| Année                                 | 2017 | 2018 | 2019  | 2020 | 2021  | 2022 | 2023  | 2024 |
| ------------------------------------- | ---- | ---- | ----- | ---- | ----- | ---- | ----- | ---- |
| Classement mondial                    | 610e | 620e | 1062e | 429e | 1295e | 285e | 1291e | 512e |
| UCI Europe Tour                       | 352e | 387e | 759e  | 353e | 930e  | 229e | nc    | nc   |
|                                       |      |      |       |      |       |      |       |      |
| Légende : nc = non classéSource : UCI |      |      |       |      |       |      |       |      |